# Маљио дел Инферно (Тревизо)
Маљио дел Инферно је насеље у Италији у округу Тревизо, региону Венето.
Према процени из 2011. у насељу је живело 200 становника. Насеље се налази на надморској висини од 134 м.